# One More Lie (Standing in the Shadows)
«One More Lie (Standing in the Shadows)» (с англ. — «Ещё одна ложь, стоя в тенях») — сингл британского поп-исполнителя Крейга Дэвида из его пятого студийного альбома Signed Sealed Delivered (2010). Он содержит элементы песни «Standing in the Shadows of Love» (1966) американского вокального квартета The Four Tops.

## Места в чартах
«One More Lie (Standing in the Shadows)» дебютировал в UK Singles Chart на 76 месте на неделе, начинающейся 28 марта 2010 года. Это был самый низкий сингл Дэвида с чартом после «Officially Yours», который не вошел в первую сотню.

## Клип
Видеоклип на песню «One More Lie (Standing in the Shadows)» был снят режиссёром Дейлом Рестегини. Он дебютировал 21 января 2010 года на YouTube и в основном представляет собой клип, основанный на клубных сценах. Он также был номинирован на премию Urban Music Awards 2010 в категории «Лучшее видео».

## Список композиций
| №  | Название                                                       | Producer(s)                          | Длительность |
| -- | -------------------------------------------------------------- | ------------------------------------ | ------------ |
| 1. | «One More Lie (Standing in the Shadows)» (Album Version)       | Jerry Abbott Grant Black             | 3:04         |
| 2. | «One More Lie (Standing in the Shadows)» (Haji & Emmanuel Mix) | Abbott Black Haji & Emmanuel Mix [a] | 3:00         |
| 3. | «One More Lie (Standing in the Shadows)» (Donae’o Mix)         | Abbott Black Donae’o [a]             | 4:31         |

| №  | Название                                                      | Producer(s)                     | Длительность |
| -- | ------------------------------------------------------------- | ------------------------------- | ------------ |
| 1. | «One More Lie (Standing in the Shadows)» (Groove Odyssey Mix) | Abbott Black Groove Odyssey [a] | 3:35         |

| №  | Название                                              | Producer(s)             | Длительность |
| -- | ----------------------------------------------------- | ----------------------- | ------------ |
| 1. | «One More Lie (Standing in the Shadows)» (RedTop Mix) | Abbott Black RedTop [a] | 3:18         |

## Хит-парады
| Хит-парады (2010)                | Наивысшая строчка |
| -------------------------------- | ----------------- |
| South Korea International (Gaon) | 193               |
| UK Singles (OCC)                 | 76                |
| UK Hip Hop/R&B (OCC)             | 24                |